# Otto Jansson
Gustaf Otto Gabriel Jansson, född 1879 i Figeholm i Misterhults församling, Kalmar län, död 23 januari 1949 i Hjorteds församling i Västervik, var en svensk målare, tecknare, grafiker och bildsnidare.
Han var son till skolläraren Johan Gustaf Jansson. Han arbetade först som sjöman och bosatte sig 1915 i Mörtfors i Hjorteds socken. Där började han måla tavlor, mest landskaps och skärgårdsmotiv från trakten kring Oskarshamn. Tavlorna blev högt uppskattade och han inbjöds till Skånes konstförenings utställningar. Bland hans offentliga arbeten märks en fondtavla till Baptistkapellet i Mörtfors och en stor landskapsmålning i Mörtfors samlingslokal samt kulisser för Folkets hus. Hans konst består förutom tavlor av träskulpturer med stor dramatisk kraft. Jansson är representerad vid Nationalmuseum med gruppen Tidningsläsare som 1914 ställdes ut på Svenska Statens porträttsamling på Gripsholms slott, Kalmar konstmuseum och Kalmar läns museum.